# Jean-Paul Berjeau
Jean-Paul Berjeau, né le 21 juin 1953 à Paris et mort le 21 mars 2013 dans la même ville, est un nageur français.

## Carrière
Jean-Paul Berjeau est médaillé d'argent aux championnats d'Europe 1970 à Barcelone avec le relais 4 × 100 mètres quatre nages puis termine huitième de la finale de 200 mètres dos aux Jeux olympiques d'été de 1972 à Munich.
Il est sacré champion de France du 200 mètres dos à huit reprises (étés 1969, 1970, 1971, 1972 et 1973 ainsi qu'hivers 1970, 1971 et 1972), champion de France du 100 mètres dos à sept reprises  (étés 1970, 1971, 1972 et 1973 ainsi qu'hivers 1970, 1971 et 1972) et champion de France du 400 mètres quatre nages à l'été 1972.